# Anciens Etablissements Pipyn
Anciens Etablissements Pipyn was een textielfabriek in Gent, actief van 1888 tot 1937. Het was een katoenspinnerij, waar ruw katoen tot garen gesponnen werd.
Het bedrijf heeft vestigingen gehad op twee locaties. Van de gebouwen van de eerste vestiging van Pipyn aan de Vijfwindgatenstraat, het voormalige klooster, is nu niks meer te zien. Er staan rijhuizen en een appartementsgebouw. De fabrieksgebouwen die destijds door Vynckier werden neergepoot, zijn sinds 1996 als monument beschermd omwille van de industriële erfgoedwaarde.

## Geschiedenis

### Oprichting
Het bedrijf startte in 1888 in de gebouwen van het voormalige klooster van Sint-Joris, op de hoek van de Vijfwindgatenstraat en de Lange Violettestraat. Dat klooster was sinds 1797 gesloten. Vanaf het tweede kwart van de 19e eeuw was er een katoenspinnerij plek gevestigd, opgericht door J. Heyman. In 1923 breidde het bedrijf uit met een nieuwe vestiging langs de Nieuwevaart.
In 1888 wordt het bedrijf Stoomkatoenweverij en -spinnerij W.K. Pipyn & Zn opgericht. In 1910 werd een nieuwe naamloze vennootschap opgericht onder de naam Anciens Etablissements Pipyn nv.

### Fabrieksgebouw aan de Nieuwevaart
De nieuwe fabriek die in 1923 werd neergepoot aan de Nieuwevaart, het verbindingskanaal, is ontworpen door architect Emile De Weerdt. Het is een bijzonder imposant fabrieksgebouw in de stijl van de textielfabrieken in Manchester (Engeland), opgebouwd uit een staalskelet en gietijzeren pilaren, met grote ramen en bakstenen gevels. De fabriek heeft een centrale trappentoren met bovenop een waterreservoir, onder een dak in Vlaamse neorenaissancestijl. In tegenstelling tot de soberdere Engelse fabrieken, heeft de fabriek van Pipyn een decoratieve baksteengevel met art decoelementen. In 1928 draaiden in deze spinnerij zo’n 60.000 spillen.
Op het moment dat de nieuwe fabriek gebouwd werd, is de textielindustrie al in volle omschakeling naar het gebruik naar elektriciteit voor de aandrijving van de machines (met motoren aan de individuele machines). De fabriek Pipyn werd echter nog uitgerust met alle voorzieningen voor het gebruik van stoomkracht: een machinekamer met een stoommachine, een ketelhuis en centrale transmissie in de fabriekshallen.
Het bedrijf stak zich diep in de schulden voor de bouw van de nieuwe spinnerij. Vanaf het einde van de jaren 1920 maakte de textielindustrie een periode van crisis door. Pipyn komt in financiële moeilijkheden en legde al in 1931, slechts enkele jaren na de ingebruikname van de nieuwe spinnerij, de boeken neer. De gebouwen werden verkocht.

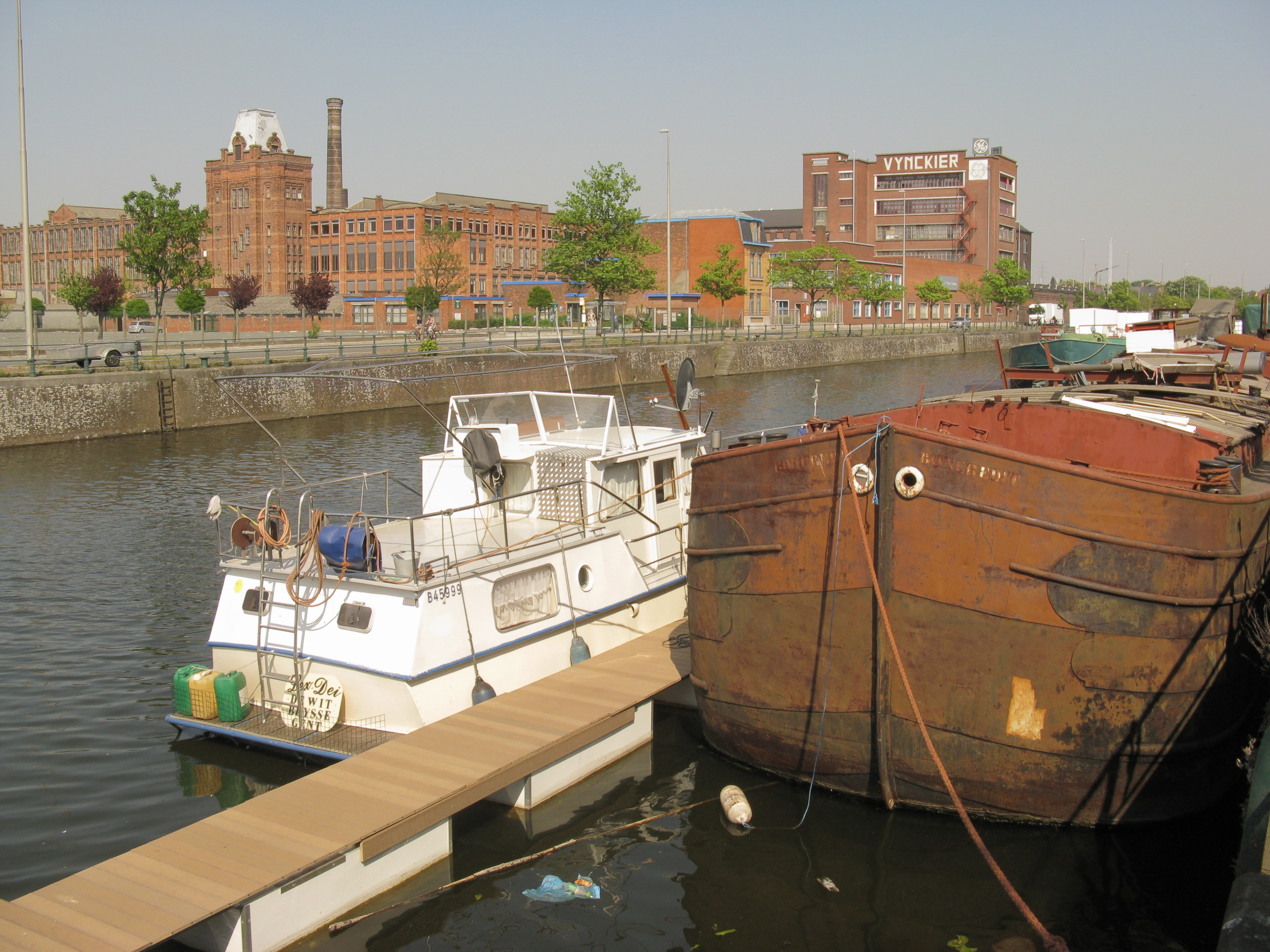
Zicht op de Vynckiersite vanaf de overkant van het Verbindingskanaal.

Sinds 1937 is de locatie in handen van Vynckier, een producent van elektrisch schakelmateriaal. Het bedrijf breidt er in volgende decennia nog sterk uit. Vynckier koopt in 1962 ook de gebouwen van de naastgelegen textielfabriek Usines Cotonnières de Belgique (voordien Parmentier, Van Hoegaerden & Cie). In 1989 werd het bedrijf overgenomen door de Amerikaanse multinational General Electric. De productie werd stilaan afgebouwd. In 2017 verkocht General Electric de terreinen aan Revive en de laatste restanten van het bedrijf aan de Zweeds-Zwitserse holding ABB.